# Ko Phi Phi Don

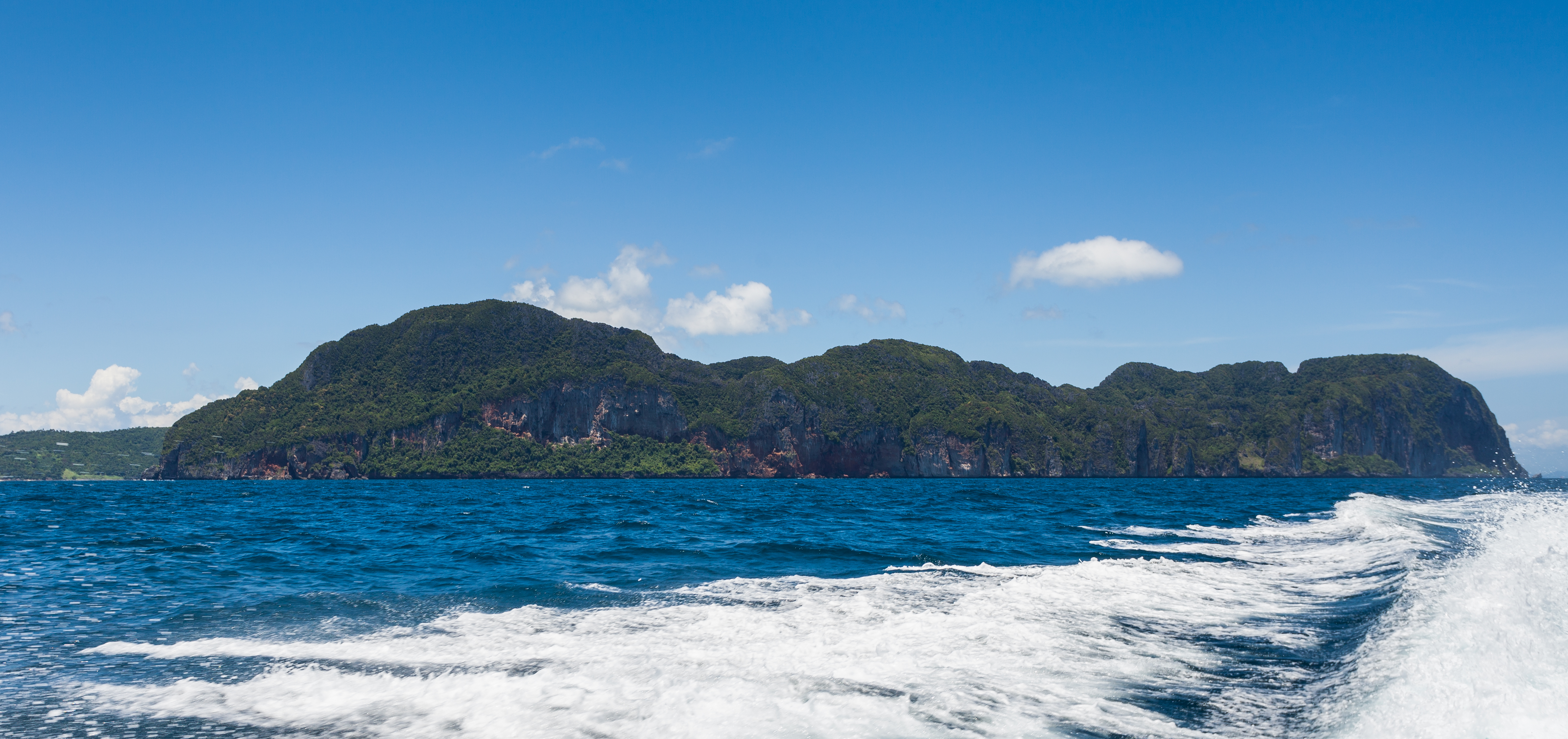
Blick der Insel in der Ferne

Ko Phi Phi Don (Thai: เกาะพีพีดอน) ist die größte Insel der thailändischen Phi-Phi-Inselgruppe (Mu Ko Phi Phi – หมู่เกาะพีพี). Sie gehört zur südthailändischen Provinz Krabi und ist die einzige ständig bewohnte Insel der Gruppe.

## Geographie
Wie die anderen Inseln der Gruppe ist die 28 Quadratkilometer große Ko Phi Phi Don nicht vulkanischen Ursprungs und besteht hauptsächlich aus Kalkstein. Sie besteht fast aus zwei Inseln, die jedoch durch einen schmalen Isthmus miteinander verbunden sind. Auf diesem Streifen liegt der größte Ort der Insel, ebenso wie die meisten Hotels.

### Dörfer
- Laem Tong (แหลมตง), ein Kap an der Nordspitze, hier leben noch etwa 15 bis 20 Familien der Moken, welche von Ko Li Pe (เกาะลิเป๊ะ, Provinz Satun) hierher umgesiedelt wurden.
- Hat Lanti, hauptsächlich von Moslems bewohnt, die sich gegen die Entwicklung einer touristischen Infrastruktur erfolgreich durchsetzen konnten.
- Ban Ton Sai,
- Hat Yao.

## Tourismus
Touristen aus der ganzen Welt (besonders aus Europa, Japan und den reicheren südostasiatischen Ländern) kommen in Scharen auf die Insel. Sie kann von Phuket und dem Festland (Provinz Krabi) leicht per Schiff erreicht werden (die Überfahrt von Phuket dauert ca. 1,5 Stunden). Heute sind Teile der Insel (besonders das Gebiet um die Tonsai-Bucht) touristisch erschlossen. Restaurants, Geschäfte und  Internetcafés sind reichlich vorhanden.

## Ökologie
Obwohl die Insel seit 1983 Teil des Hat Noppharat Thara – Mu Ko Phi Phi Marine-Nationalparks (อุทยานแห่งชาติหาดนพรัตน์ธารา-หมู่เกาะพีพี) ist, wird nicht viel gegen den wilden Bewuchs auf der Insel oder die Zerstörung der Riffe unternommen. Außerdem sind manche Bereiche der berühmten Strände von Abfall übersät, meist in Form von Dosen oder Plastiktüten. 
Jedoch haben die Einheimischen, seit Ko Phi Phi Don bei Tauchern und Schnorchlern so beliebt ist, das Dynamitfischen und andere schädliche Tätigkeiten, die womöglich die Riffe bedrohten, aufgegeben.
Obwohl noch weitere Naturschutzmaßnahmen nötig sind, ist Ko Phi Phi Don mit ihren dicht bewachsenen Kalksteinfelsen, einem Aussichtspunkt und klarem Wasser noch immer eine eindrucksvolle Insel.

## Tsunami
Als ein durch das Seebeben im Indischen Ozean 2004 entstandener Tsunami am 26. Dezember 2004 die Insel erreichte starben 700 Menschen. Die Lo Dalam-Bucht wurde am schlimmsten getroffen und ein Großteil der Bungalows und Restaurants am Strand zerstört.